# فوريجنر (فرقة)
فوريجنر (Foreigner (band)) هي فرقة روك إنجليزية أمريكية تشكلت في الأصل عام 1976 في مدينة نيويورك من قبل الموسيقي الإنجليزي المخضرم مايك جونس وإيان ماكدونالد والمغني الأمريكي لو غرام.
تعد المجموعة واحدة من أفضل الفرق الموسيقية مبيعاً في العالم في كل العصور بمبيعات تزيد عن 80 مليون سجل في جميع أنحاء العالم، بما في ذلك 37.5 مليون سجل في الولايات المتحدة. كما تعد أغنية أريد أن أعرف ما هو الحب أكثر أغاني الفرقة تأثيراً وشهرة على الإطلاق، بعد أن حلت في صدارة التصنيفات في كل من المملكة المتحدة والولايات المتحدة.

## روابط خارجية
- فوريجنر على موقع IMDb (الإنجليزية)
- فوريجنر على موقع ميوزك برينز (الإنجليزية)
- فوريجنر على موقع رولينغ ستون (الإنجليزية)
- فوريجنر على موقع أول ميوزيك (الإنجليزية)
- فوريجنر على موقع ديسكوغز (الإنجليزية)